# Jamaican International 2019
Die Jamaican International 2019 im Badminton fanden vom 6. bis zum 10. März 2019 in Kingston statt.

## Sieger und Platzierte
| Disziplin    | Gold                                  | Silber                         | Bronze                              |
| ------------ | ------------------------------------- | ------------------------------ | ----------------------------------- |
| Herreneinzel | Kodai Naraoka                         | Kevin Cordón                   | Job Castillo                        |
| Herreneinzel | Kodai Naraoka                         | Kevin Cordón                   | Gergely Krausz                      |
| Dameneinzel  | Jordan Hart                           | Ksenia Polikarpova             | Jennie Gai                          |
| Dameneinzel  | Jordan Hart                           | Ksenia Polikarpova             | Maria Ulitina                       |
| Herrendoppel | Jonathan Solís Rodolfo Ramírez        | Gareth Henry Samuel Ricketts   | José Guevara Daniel La Torre        |
| Herrendoppel | Jonathan Solís Rodolfo Ramírez        | Gareth Henry Samuel Ricketts   | Job Castillo Lino Muñoz             |
| Damendoppel  | Breanna Chi Jennie Gai                | Inés Castillo Dánica Nishimura | Diana Corleto Soto Nikte Sotomayor  |
| Damendoppel  | Breanna Chi Jennie Gai                | Inés Castillo Dánica Nishimura | Nikoletta Bukoviczki Daniella Gonda |
| Mixed        | Artur Silva Pomoceno Lohaynny Vicente | Vinson Chiu Breanna Chi        | Fabrício Farias Jaqueline Lima      |
| Mixed        | Artur Silva Pomoceno Lohaynny Vicente | Vinson Chiu Breanna Chi        | Jonathan Solís Diana Corleto Soto   |